# Anton Ferdinand von Rothkirch und Panthen
Anton Ferdinand von Rothkirch und Panthen (* 9. Juli 1739 in Hönigsdorf, Fürstentum Neisse; † 21. April 1805 in Breslau) war Apostolischer Vikar und Weihbischof in Breslau.

## Herkunft
Seine Eltern waren der Herr von Hönigdorf Ferdinand von Rothkirch-Panthen (* 1708; † Anfang 1758) und dessen Ehefrau Josepha von Strachwitz († 1758/1761), verwitwete von Klausnitz.

## Werdegang
Anton Ferdinand von Rothkirch und Panthen besuchte das Gymnasium Carolinum in Neisse und studierte anschließend Philosophie in Breslau, wo er 1756 Domkapitular wurde. 1757–1760 studierte er als Alumne des Collegium Germanicum Theologie in Rom und erwarb den theologischen Doktorgrad. 1763 wurde er in Breslau zum Priester geweiht. Das Kollegiatstift in Neisse berief ihn 1774 zum Dechanten.
Auf Wunsch des preußischen Königs Friedrich des Großen ernannte der Heilige Stuhl Rothkirch am 25. August 1781 zum Weihbischof in Breslau und Titularbischof von Paphus. Die Bischofsweihe nahm am 19. August 1781 der Posener Weihbischof Ludwig von Mathy vor.
Die gleichzeitige Ernennung zum Apostolischen Vikar für den preußischen Teil der Breslauer Diözese war erforderlich, weil sich Fürstbischof Philipp Gotthard von Schaffgotsch seit 1766 im österreichischen Teil der Diözese aufhielt und an der Verwaltung des preußischen Bistumsanteils gehindert war.
Obwohl der schlesische Katholizismus anfänglich die preußische Herrschaft und die staatliche Kirchenhoheit ablehnte, bemühte sich Rothkirch um ein vertrauensvolles Verhältnis zu Karl Georg Heinrich von Hoym, dem Staatsminister für die Provinz Schlesien.
Mit dem Amtsantritt von Fürstbischof Hohenlohe 1795 endete Rothkirchs Stellung als Apostolischer Vikar. Eine ihm 1796 angebotene Stelle in der geistlichen Verwaltung Südpreußens lehnte er aus gesundheitlichen Gründen ab. Nach langer Krankheit starb er 1805 in Breslau.